# 田边阳子
田边阳子（1966年1月28日—）是一名日本女子柔道运动员。她在1992年巴塞罗那夏季奥林匹克运动会中，参加了女子柔道比赛并获得72公斤级银牌。